# مؤسسة عمر الزواوي

شعار المجموعة

مؤسسة عمر الزواوي وتعرف أيضا باسم أومزيست نسبة لاسمها المختصر بالإنجليزية، مجموعة متعددة النشاطات تعد من أكبر الشركات العمانية. ترجع بدايات الشركة إلى سنة 1973 تاريخ إنشاء رجل الأعمال عمر الزواوي لعدد من المنشآت الطبية. تطور نشاط الشركة في السنوات التالية بدخولها قطاع المطاحن ثم الاسمنت ثم العديد من القطاعات الأخرى. تحتوي المجموعة حاليا على أكثر من 70 شركة. من أبرز القطاعات التي تنشط فيها تجارة المعدات الصناعية، تجارة السيارات، التجهيزات المنزلية، الصناعات الغذائية، السياحة، المقاولات... للمجموعة عدة شراكات مع شركات عالمية أهمها سيمنس، مرسيدس، موتورولا، ألكترولوكس، 3م، تايكو الدولية, دار الدواء. للمجموعة أيضا عدد من المساهمات الهامة في الشركات المدرجة في البورصة العمانية من أبرزها 40% في بنك عمان الدولي، 19.75% في الوطنية للمنظفات و15% في الشركة العمانية للتنمية الزراعية. يرأس المجموعة مؤسسها الدكتور عمر الزواوي الذي يشغل منصب مستشار السلطان قابوس للاتصالات الخارجية.

## وصلات خارجية
- مؤسسة عمر الزواوي